# 제1시설단
제1시설단(일본어: 第1施設団 다이이치시세쓰단[*], 영어: JGSDF 1st Engineer Brigade)는 육상자위대 동부방면대 예하 시설단이다.

## 역사
1961년 8월 17일, 제1시설단과 제104건설대대가 아사카 주둔지에서 창설되었다. 제1시설단은 제102건설대대, 제104건설대대, 가쓰타 주둔지의 제107시설대대(1954년 10월 창설), 나라시노 주둔지의 제312지구시설대, 마쓰모토 주둔지의 제316지구시설대, 기타후지 주둔지의 제317지구시설대를 편성하였다.
1962년 3월, 제104건설대대가 우쓰노미야 주둔지로 이사하였다. 8월 14일, 제107건설대대 예하 3개 중대가 다카다 주둔지로 이사하였다.
1968년 8월 9일, 제107건설대대의 다른 1개 중대도 다카다 주둔지로 이사하였다.
1970년, 캠프 자마 미일공동사용협약에 따라 자마 분둔지가 설립되었고, 제102건설대대가 이사하였다.
1972년 8월 1일, 시설단의 예하조직이 개편되었다. 제102건설대대가 제317지구시설대, 제104건설대대가, 제312지구시설대, 제107시설대대가 제316지구시설대를 병합하여, 각각 제3,4,5시설군으로 재편성되었다. 그리고 제101시설기재대가 창설되는 것으로 제1시설단은 3개 시설군을 통솔하게 되었다.
1984년 3월, 제301덤프차량중대가 단 직할대가 되었다.
1991년 9월 29일, 지구시설대 편제가 폐지되었다.
1994년 11월, 동부방면총감부의 이사에 따라 제1시설단이 아사카 주둔지 사령업무를 이어받았다.
2001년 3월 26일, 방면관내 체제이행에 따라 시설단 본부, 제101시설기재대, 제301덤프차량중대가 고가 주둔지로 이사하고 고가 주둔지의 사령업무 담당부대로 지정되었다. 다음날, 제3시설군이 해산하고, 우쓰노미야 주둔지의 제4시설군의 일부부대가 자마 분둔지로 이사갔다. 그리고 나라시노 주둔지의 제4시설군 예하 제352시설중대는 고마카토 주둔지의 제362시설중대로 재편성되었다. 마쓰모토 주둔지에서 제306시설대가 창설됨에 따라 제5시설군 예하 제353시설중대가 다카다 주둔지로 이사하였다.
2002년 3월 27일, 후방지원체제이행에 따라 정비부문이 동부방면후방지원대 제102시설직접지원대대로 넘어갔다.
2004년 3월 27일, 다카다 주둔지에서 제307시설대가 창설되었다.
2008년 3월 26일, 제4시설군 예하 제362시설중대가 고가 주둔지로 이사하고, 제303수재재해중대가 오고리 주둔지의 제9시설군으로 전속하였다.
2011년 4월 22일, 제307시설대가 우쓰노미야 주둔지로 이사하고, 제4시설군 예하 제362시설중대가 코어부대인 제389시설중대, 자마 분둔지의 제363시설중대가 제388시설중대로 재편성되었다.
2016년 3월 28일, 고가 주둔지에 있던 제4시설군 예하 제389시설중대가 해체되었다. 그리고 제5시설군은 기능중대로 개편되는데, 제307시설기재대가 해체되고 나머지 중대의 서수가 제392~394번대로 재정되었다.
2018년 3월 26일, 제364시설중대가 자마 주둔지로 이사하고, 중앙즉응집단의 해체에 따라 자마 주둔지 사령업무 담당대로 제4시설군이 지정되었다.

## 편성
- 단 본부 및 본부중대 - 고가 주둔지
- 제4시설군 - 자마 주둔지
  - 군 본부 및 본부관리중대
  - 제364시설중대
  - 제388시설중대
  - 제390시설중대
- 제5시설군 - 다카다 주둔지
  - 군 본부 및 본부관리중대
  - 제392시설중대
  - 제393시설중대
  - 제394시설중대
- 제101시설기재대 - 고가 주둔지
- 제301덤프차량중대 - 고가 주둔지
- 제306시설대 - 마쓰모토 주둔지
- 제307시설대 - 우쓰노미야 주둔지

## 계보
- 1961년 8월 17일
  - 일본어: 第1施設団 다이이치시세쓰단[*]
  - 영어: JGSDF 1st Engineer Brigade